# Jordan Farmar
Jordan Robert Farmar (Los Angeles, 30. studenog 1986.) američki je profesionalni košarkaš. Igra na poziciji razigravača, a trenutačno je član NBA momčadi New Jersey Netsa. Izabran je u 1. krugu (26. ukupno) NBA drafta 2006. od strane Los Angeles Lakersa.

## Rani život
Farmar je rođen u Los Angelesu, državi Kalifornija. Kada je imao dvije godine, njegovi roditelji su se rastali i on je ostao živjeti s majkom. Njegova majka Melinda ubrzo se oženila za izraelca Yehudu Kolanija (današnji Farmarov očuh). Melinda je isto tako židovka kao i njegov pravi otac Damon Farmar. Farmar je jedini židovski košarkaš u NBA ligi 2008./09. Košarku je počeo igrati kada je imao 4 godine. Farmar ima i polusestru Shoshanu Kolani.

## Srednja škola
Farmar je pohađao tri škole, prije nego što se na drugoj godini nije preselio u srednju školu "Taft High School" u Woodland Hillsu, predgrađu Los Angelesa. U jednoj utakmici postigao je rekordna 54 poena. Na trećoj godini Farmar je u prosjeku postizao 28,5 poena, 8,0 skokova, 5,9 asistencija i 4,5 ukradenih lopti, a na posljednjoj godini 27,5 poena i 6,5 asistencija. U dvije sezone provedene u srednjoj školi "Taft" Farmar je postigao preko 2 000 poena. Od strane dnevnih novina Los Angeles Times izabran je za igrača godine, a uz to osvojio je još mnoga osobna priznanja. Igrao je i na McDonald's All American utakmici u kojoj je za 19 minuta provedenih na parketu postigao 6 poena, 3 asistencije i 7 ukradenih lopti.

## Sveučilište
Smatran jednim od najboljih razigravača u državi, Farmar je kao član sveučilišne momčadi UCLA izabran u All Pac-10 momčad. Kao freshman, u prosjeku je postizao 13,2 poena, 5,28 asistencija i odličnih 80,1% s linije slobodnih bacanja. Od strane internetske stranice Rivals.com proglašen je freshmanom godine i freshmanom Pac-10 konferencije. Predvodio je sve freshmane Pac-10 konferencije u poenima, asistencijama, postotku slobodnih bacanja i odigranim minutama.

## NBA

### Los Angeles Lakers
Farmar je na mjerenjima prije drafta impresionirao mnoge NBA skaute svojim odrazom od čak 106 cm. Kasnije je izabran kao 26. izbor NBA drafta 2006. od strane Los Angeles Lakersa. Tijekom uvodnih utakmica prve sezone bio je zamjena startnom playmakeru Smushu Parkeru. 31. ožujka 2007. potpisao je za Lakersovu razvojnu D-League momčad Los Angeles D-Fenderse. 1. travnja 2007. postigao je 18 poena u porazu 101:109 protiv Anaheim Arsenala. Poslije pobjede D-Fendersa natrag se je vratio u momčad Lakersa i odigrao utakmicu protiv Sacramento Kingsa. Za 8 odigranih minuta postigao je 4 poena, a time je postao prvim igračem koji je istog sudjelovao u utakmicama D-League i NBA. kako je sezona odmicala, Farmar je izborio mjesto u početnoj petorici Lakersa, a u prvom krugu doigravanja protiv Phoenix Sunsa prosječno je postizao 6,4 poena i 1,2 ukradene lopte.
Nakon otpuštanja Smusha Parkera, Aarona McKiea i Shammonda Williamsa, Lakersi su ostali kratki na poziciji razigravača. Zbog toga su u 1. krugu NBA drafta 2007. izabrali razigravača Javaris Crittenton, ali je on kasnije zaamjenjen u Memphis Grizzliese. Jedan od razloga zamjene Crittentona bio je naporan i težak rad Farmara koji je tijekom ljeta značajno napredovao, kako bi ostao i izborio svoje mjesto u franšizi Lakersa.  U prosjeku je postizao 9,1 poena, 2,2 skoka i 2,7 asistencija za 20,6 odigranih minuta. Tokom sezone bio je zamjena za veterana Dereka Fishera, koji se nakon odlaska iz Utah Jazza vratio u Lakerse. Učinak karijere od 24 poena postigao je u utakmici protiv Miami Heata. 24. prosinca 2008., Farmar je podvrgnut operaciji meniskusa u lijevom koljenu. Ozljedu je zaradio protiv Heata, kada je prilikom jedne akcije u kojoj je ukrao loptu i potrčao u kontru koju je završio polaganjem. Najavljeno je da će zbog ozljede propustiti 6-8 tjedana. Prije ozljede, Framar je bio na prosjeku od 7,9 poena i 2,4 asistencije. 25. siječnja 2009., Farmar se oporavio od ozljede mnogo ranije nego što se očekivalo i protiv San Antonio Spursa postigao 14 poena i 2 asistencije.

### New Jersey Nets
11. srpnja 2010. Farmar je potpisao trogodišnji ugovor vrijedan 12 milijuna dolara za momčad New Jersey Netsa.

## NBA statistika

#### Regularni dio
| Godina    | Klub        | Odig. uta. | Uta. poč. | Min. | 2P%  | 3P%  | Sl. bac.% | Skok. | Asist. | Ukr. lop. | Blok. | Poena |
| --------- | ----------- | ---------- | --------- | ---- | ---- | ---- | --------- | ----- | ------ | --------- | ----- | ----- |
| 2006./07. | L.A. Lakers | 72         | 2         | 15.1 | .422 | .328 | .711      | 1.7   | 1.9    | .6        | .1    | 4.4   |
| 2007./08. | L.A. Lakers | 82         | 0         | 20.6 | .461 | .371 | .679      | 2.2   | 2.7    | .9        | .1    | 9.1   |
| 2008./09. | L.A. Lakers | 65         | 0         | 18.3 | .391 | .336 | .584      | 1.8   | 2.4    | .9        | .2    | 6.4   |
| 2009./10. | L.A. Lakers | 82         | 0         | 18.0 | .435 | .376 | .671      | 1.6   | 1.5    | .6        | .1    | 7.2   |
| Ukupno    |             | 301        | 2         | 18.1 | .432 | .359 | .655      | 1.8   | 2.1    | .8        | .1    | 6.9   |

#### Doigravanje
| Godina    | Klub        | Odig. uta. | Uta. poč. | Min. | 2P%  | 3P%  | Sl. bac.% | Skok. | Asist. | Ukr. lop. | Blok. | Poena |
| --------- | ----------- | ---------- | --------- | ---- | ---- | ---- | --------- | ----- | ------ | --------- | ----- | ----- |
| 2006./07. | L.A. Lakers | 5          | 5         | 22.8 | .429 | .200 | .857      | 2.8   | 1.6    | 1.2       | .2    | 6.4   |
| 2007./08. | L.A. Lakers | 21         | 0         | 17.1 | .383 | .386 | .875      | 1.6   | 1.3    | .3        | .2    | 5.7   |
| 2008./09. | L.A. Lakers | 20         | 1         | 13.0 | .391 | .308 | .737      | 1.6   | 1.7    | .4        | .2    | 4.7   |
| 2009./10. | L.A. Lakers | 23         | 0         | 13.1 | .404 | .400 | .692      | 1.2   | 1.4    | .7        | .0    | 4.6   |
| Ukupno    |             | 69         | 6         | 15.0 | .395 | .357 | .782      | 1.5   | 1.4    | .6        | .1    | 5.1   |

## Vanjske poveznice
- Službena stranica
- Profil na NBA.com
- Profil na Basketball-Reference.com
- Draft profil na NBA.com
- Profil na UCLA